# راسيل براون (فنان)
راسيل براون (بالإنجليزية: Russell Braun )‏ (و. 1965  م) هو مغني، ومغني أوبرا كندي، ولد في فرانكفورت.

## التعليم
تعلم في جامعة تورنتو.

## جوائز
حصل على جوائز منها:
- ضابط وسام كندا
- جوائز جونو.